# Somatogyrus tenax
The Savannah pebblesnail (Somatogyrus tenax) là một loài động vật chân bụng thuộc họ Hydrobiidae. Đây là loài đặc hữu của Hoa Kỳ.